# 科格奈姆
科格奈姆（法語：Kogenheim，法語發音：[koɡənaim]）是法国下莱茵省的一个市镇，位于该省南部，属于塞莱斯塔-埃尔什泰因区。

## 地理
科格奈姆（48°20'14"N, 7°32'29"E）面积11.77 平方千米，位于法国大東部大區下莱茵省，该省份为法国大陆部分最东部的省份，是阿尔萨斯的一部分，今与上莱茵省组成了阿尔萨斯欧洲集体，其南至上莱茵省，西南接孚日省和默尔特-摩泽尔省，西接摩泽尔省，北与德国接壤，东侧沿莱茵河与德国相望。
与科格奈姆接壤的市镇（或旧市镇、城区）包括：埃伯赛姆、埃贝尔斯曼斯泰、埃普菲格、伊尔瑟奈姆、塞尔梅尔桑。
科格奈姆的时区为UTC+01:00、UTC+02:00（夏令时）。

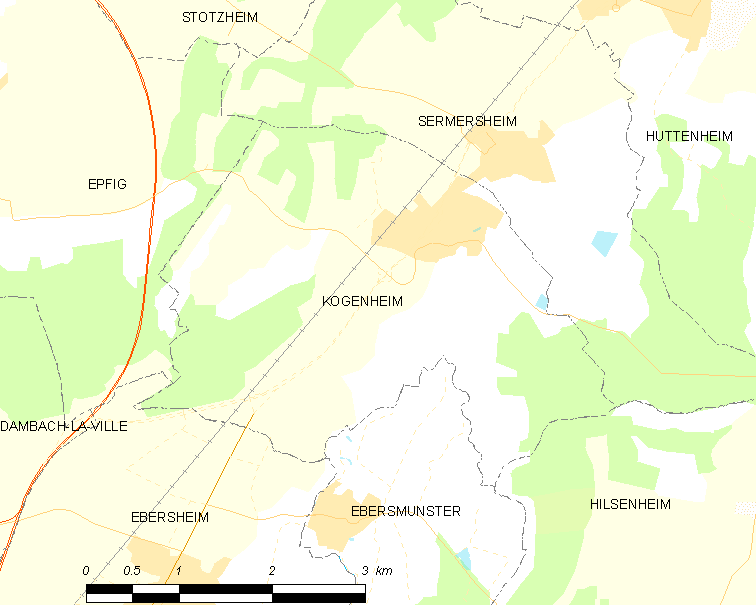
科格奈姆的OSM定位图

## 行政
科格奈姆的邮政编码为67230，INSEE市镇编码为67246。

## 政治
科格奈姆所属的省级选区为埃尔什泰因区。

## 人口

1962-2008年间科格奈姆人口变化图示

科格奈姆于2022年1月1日时的人口数量为1206人。